# روبرت بي تايلور
روبرت بي تايلور (بالإنجليزية: Robert P. Taylor)‏ هو ضابط أمريكي، ولد في 11 أبريل 1909 في هندرسون في الولايات المتحدة، وتوفي في 1 فبراير 1997 في أرلينغتون في الولايات المتحدة.